# Kudoacanthus
Kudoacanthus, monotipični biljni rod iz porodice primogovki smješten u tribus Justicieae, dio potporodice Acanthoideae. Jedina vrsta je ugroženi tajvanski endem K. albonervosus. Opisan je u Transactions of the Natural History Society of Taiwan 23: 94. 1933.

## Opis
Polugrm.